# Sistema venoso portal

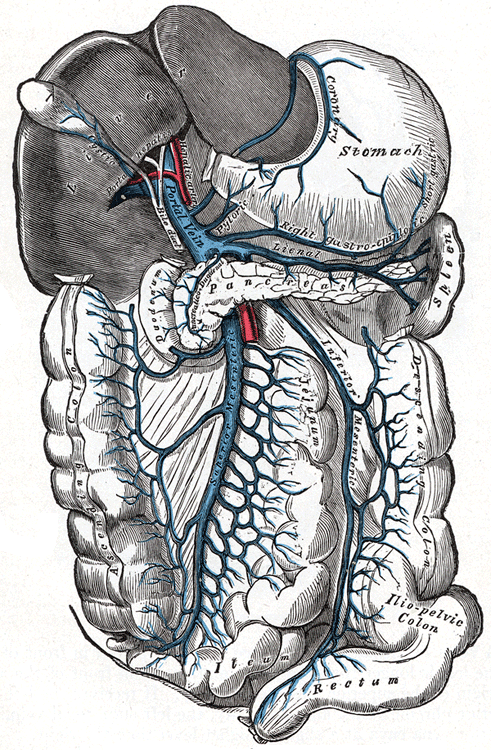
No sistema porta hepático os capilares drenam em vênulas, voltam a circular por capilares da via digestiva, drenam em outras vênulas e terminam na veia porta.

Um sistema porta ou sistema venoso portal ocorre quando um leito capilar drena e passa a outro leito capilar sem passar pelo coração. Tanto os leitos capilares quanto os vasos sanguíneos que se conectam a eles são considerados parte do sistema venoso portal. Quando não especificado, o termo "sistema venoso portal" geralmente se refere ao sistema porta hepático.

## Tipos
Geralmente a circulação sistêmica segue a ordem: coração -> artérias -> capilares -> veias -> coração.
No sistema porta venoso a ordem é: coração -> artérias -> capilares -> vênula -> capilares -> veias -> coração
No sistema porta arterial a ordem é: coração -> artéria -> capilar -> arteríola -> capilar -> veias -> coração
Eles são relativamente incomuns já que a maioria dos leitos capilares drena diretamente no coração e não em outros órgãos. Os sistema venosos portais são chamados de "venosos" porque os vasos sanguíneos que se unem aos dois leitos capilares são veias ou vênulas, porém, pode haver um sistema porta arterial, como no caso do sistema porta renal.

## Exemplos
Nos mamíferos existem três sistemas porta:
- Sistema porta hepático (venoso): Como é o sistema mais conhecido, "veia porta" geralmente se refere à veia porta hepática. A veia hepática forma uma amplo leito capital no fígado para filtrar toxinas e metabolizar fármacos e dejetos. Sangue arterial se mistura com o venoso, para oxigenar as células.[2]
- Sistema porta hipofisiário (venoso): Útil para distribuir melhor os hormônios.
- Sistema porta renal (arterial): Útil para filtrar, reabsorver e excretar substâncias do sangue na urina.